# Lee (Maine)
Lee – miasto w Stanach Zjednoczonych, w stanie Maine, w hrabstwie Penobscot.